# 오치아이정 (도쿄부)
오치아이정(落合町)은 도쿄부 도요타마군에 일찍이 존재했던 정이다. 현재의 신주쿠구에 해당한다.

## 지리
대부분 무사시노 대지를 구성하는 도시마대 위에 있지만, 묘쇼지가와가와, 간다강 주변에는 골짜기 평야가 형성되어 있다. 이 두 강은 이 지역에서 합류하여 지명의 '오치아이'의 유래가 되기도 한다.

## 역사
- 1889년 5월 1일 - 정촌제 시행에 의해 미나미도시마군 오치아이촌이 성립하였다.
- 1896년 4월 1일 - 히가시타마군과 합병해 도시마군이 되었다
- 1924년 2월 1일 - 정으로 승격해 오치아이정이 되었다.
- 1932년 10월 1일 - 도쿄시에 편입되어 소멸하여, 이후 요도바시구의 일부가 되었다.

## 교통

### 철도
- 세이부 철도
  - 무라야마선

## 참고문헌
- 人事興信所編『人事興信録 第7版』人事興信所、1925年。
- 人事興信所編『人事興信録 第14版 下』人事興信所、1943年。

東京市臨時市域擴張部 『豊多摩郡落合町現状調査』 1931年

## 관련서적
- 斎藤長秋 編「巻之四 天権之部 落合惣図」『江戸名所図会』 2巻、有朋堂書店〈有朋堂文庫〉、1927年、582-583頁。NDLJP:1174144/296。